# Stegt flæsk

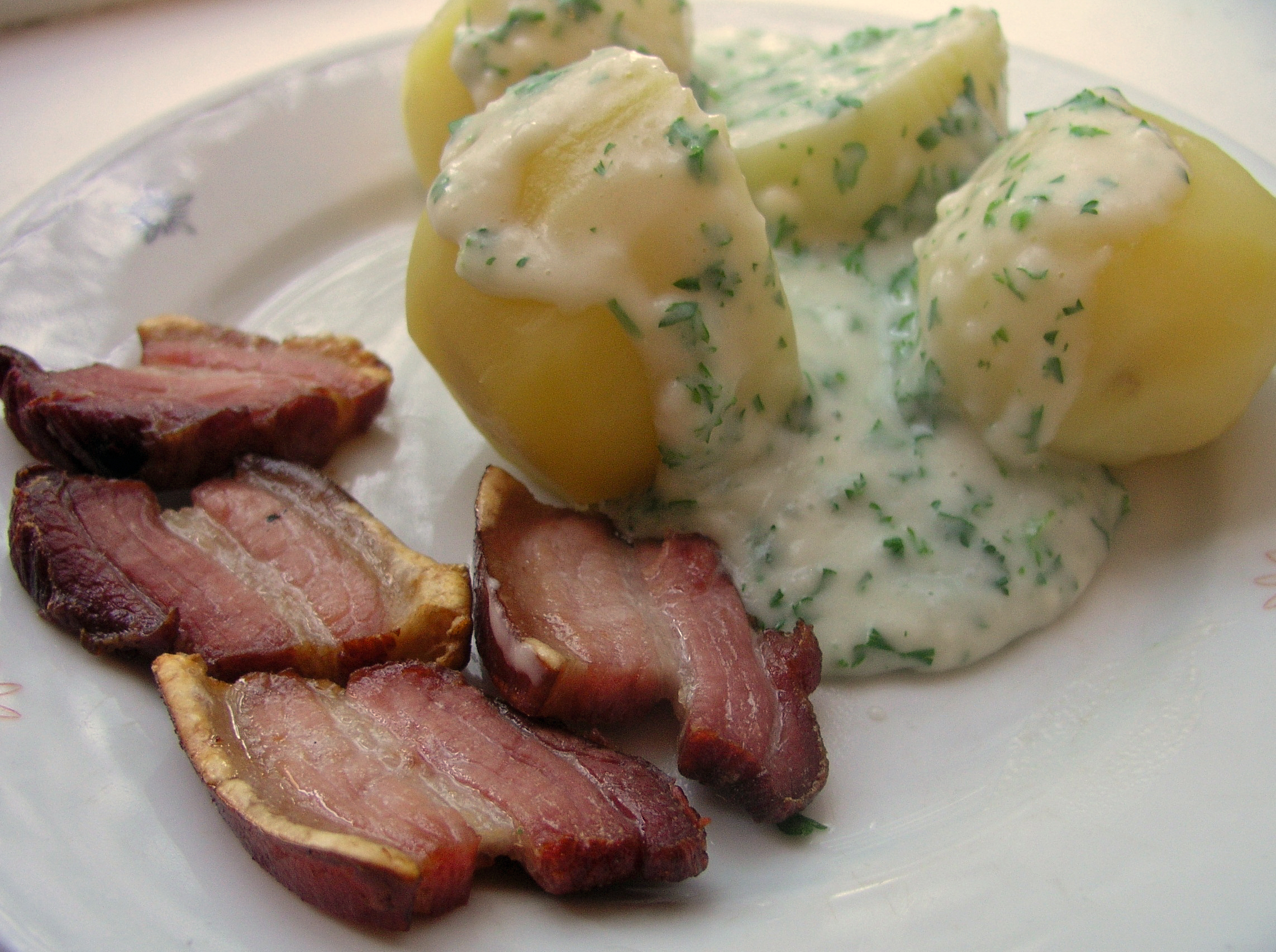
Stegt flæsk com batatas e molho de salsa

Stegt flæsk é um prato tradicional da culinária da Dinamarca. Consiste de toucinho frito, geralmente servido com batatas e molho de salsa (conhecido como persillesovs).
O nome pode ser descrito como "tiras de porco" ou "fatias de porco fritas estaladiças". Para a sua preparação, utiliza-se normalmente barriga de porco ou peito de porco, sendo as tiras cortadas com cerca de 1 cm de espessura.
O stegt flæsk é um dos pratos mais populares da Dinamarca, tendo já sido descrito como "um prato de gordura de porco e só de gordura de porco" .
Pode também ser servido com compota de maçã.